# Aurinia uechtritziana
Aurinia uechtritziana là một loài thực vật có hoa trong họ Cải. Loài này được (Bornm.) Cullen & T.R.Dudley mô tả khoa học đầu tiên năm 1964.